# Abel Meeropol
Abel Meeropol (Pseudonym: Lewis Allan; * 19. Februar 1903 in New York City; † 30. Oktober 1986 in Longmeadow, Massachusetts) war ein US-amerikanischer Songwriter und Schriftsteller.
Meeropol besuchte bis 1921 die Dewitt Clinton High School in der New Yorker Bronx, an der er ab 1928 auch 17 Jahre lang als Lehrer für englische Literatur unterrichtete. Daneben war er als Autor für Theater, Film, Rundfunk und Fernsehen tätig und politisch in der Kommunistischen Partei aktiv. Unter dem Eindruck von Photos des Lynchmordes an Thomas Shipp und Abram Smith schrieb er 1937 den Song Strange Fruit, für den er auch die Melodie komponierte. Das antirassistische Lied wurde berühmt in der Interpretation von Billie Holiday und wurde 1978 in die Grammy Hall of Fame eingeführt.
Berühmt wurden auch der Song The House I Live In, den Frank Sinatra 1945 in dem gleichnamigen Film sang, und Apples, Peaches and Cherries, das er für Peggy Lee schrieb. Auf dem Gebiet der klassischen Musik arbeitete er vor allem mit den Komponisten Robert Kurka und Elie Siegmeister zusammen und verfasste u. a. die Libretti zu den Opern The Good Soldier Schweik,  Darling Corie, Malady of Love und The Soldier sowie den Text der Kantate The Town Crier.
Mit seiner Frau adoptierte er 1953 die beiden Söhne der hingerichteten Ethel und Julius Rosenberg.